# Anita fra Alaska
Anita fra Alaska er en amerikansk stumfilm fra 1917 af Frank Lloyd.

## Medvirkende
- Jewel Carmen som Violet Carson.
- Genevieve Blinn som Mrs. Agnes Carson.
- Lee Shumway som David Cromwell.
- Fred Milton som Frank Carson.
- Joseph Manning som Henry Carson.